# Tad’s Steaks
Tad’s Steaks ist ein preisgünstiges Restaurant und eine ehemalige Restaurantkette. Das erste Lokal eröffnete 1955 an der Adresse 120 Powell Street in San Francisco. Die Restaurantkette wuchs auf 28 Restaurants an, acht davon befanden sich in New York. 2019 schloss das letzte Lokal in New York und nur das ursprüngliche Lokal in San Francisco blieb bestehen. Dieses wurde seither noch in die 44 Ellis Street verlegt, in der Nähe der alten Adresse. Die Restaurantkette war von Donald Townsend und dessen Bruder Neal gegründet worden, der sie nach Alan Tadeus Kay benannte, seinem Freund und Geschäftspartner.
Die Restaurants verfügten über einen großen Kochbereich an der Vorderseite, der durch das vordere Fenster sichtbar war; Townsend nannte dies die „Steakshow“. Das in Papayasaft marinierte Fleisch, um die minderwertigen Stücke zarter zu machen, wurde über einer Art Kachel gegart, die Townsend erfunden hatte. Sie sollte wie Holzkohle aussehen, war aber sauberer und leichter zu regulieren.
Der Verzicht auf Kellner sparte Kosten. Die Kunden brachten ihr Essen selbst auf Tabletts an den Tisch. Und ebenso verließ man sich bei der Werbung auf Mundpropaganda. 1957 kostete ein T-Bone-Steak mit Knoblauchbrot, einer Ofenkartoffel und einem Salat 1,09 Dollar. 1989 erhielt man eine Mahlzeit für $2,99 bis $6,99.

## Gründer
Tad’s wurde 1955, nach anderen Quellen 1957, von Donald Townsend gegründet. Das Fortune-Magazin bezeichnete ihn als „Großvater des Fastfood-Geschäfts“ („the grandfather of the fast foods business“). Townsend wurde am 20. Juni 1908 auf der Ranch seiner Eltern in der Nähe von Medora, North Dakota, geboren. Sein Vater war als „Albert Sampson“ geboren worden und nahm den Nachnamen „Townsend“ erst im Laufe seines Lebens an. Seine Mutter, Lydia, war die Tochter des Ranchers und Politikers Donald Stevenson. Wie viele Geschwister Donald hatte, ist unklar. Über Albert und Lydia berichtete die New York Times, dass sie fünf Kinder gehabt hätten, während The Bismarck Tribune angab, Donald sei der älteste von vier Söhnen und insgesamt sieben Kindern gewesen.
1923 zog die Familie nach Pullman, Washington, wo er anfänglich als Holzfäller arbeitete. Nach einer Verletzung wechselte er in die Lebensmittelbranche und eröffnete einen Hotdog-Stand in Pullman und mehrere Diners in Seattle. Anschließend nahm er eine Stelle bei Borden  in Kalifornien an. Er und sein sieben Jahre jüngerer Bruder Neal betrieben mehrere Coffee Houses, Milchbars und Schnellimbisse. Letztere galten als die ersten ihrer Art im Land. Schließlich gründeten sie die Cameos-Kette.
1954 erhielten Neal und sein Freund Alan Tadeus Kay einen Kredit, um das erste „Tad’s“ in der Powell Street in San Francisco zu eröffnen. Kays zweiter Vorname diente ihnen als Inspiration für den Namen des Restaurants. Donald soll dem Restaurant mit seinem Geschäftswissen zum Erfolg verholfen haben. 1957 waren die Townsends der Meinung, dass das Restaurant bereit für die Expansion zu einer Kette sei und eröffneten eine zweite Filiale in der 42. Straße in New York, nahe dem Times Square. Dies erwies sich als Erfolg, und sie eröffneten weitere Filialen; innerhalb weniger Jahre gab es 28 Filialen, darunter acht in New York.
Alan Kay starb kurz nachdem das Lokal in der Powell Street eröffnete. Neal Townsend starb 1998, Donald am 25. März 2000, im Alter von 91 Jahren.

## Verkauf an dieRiese Organization

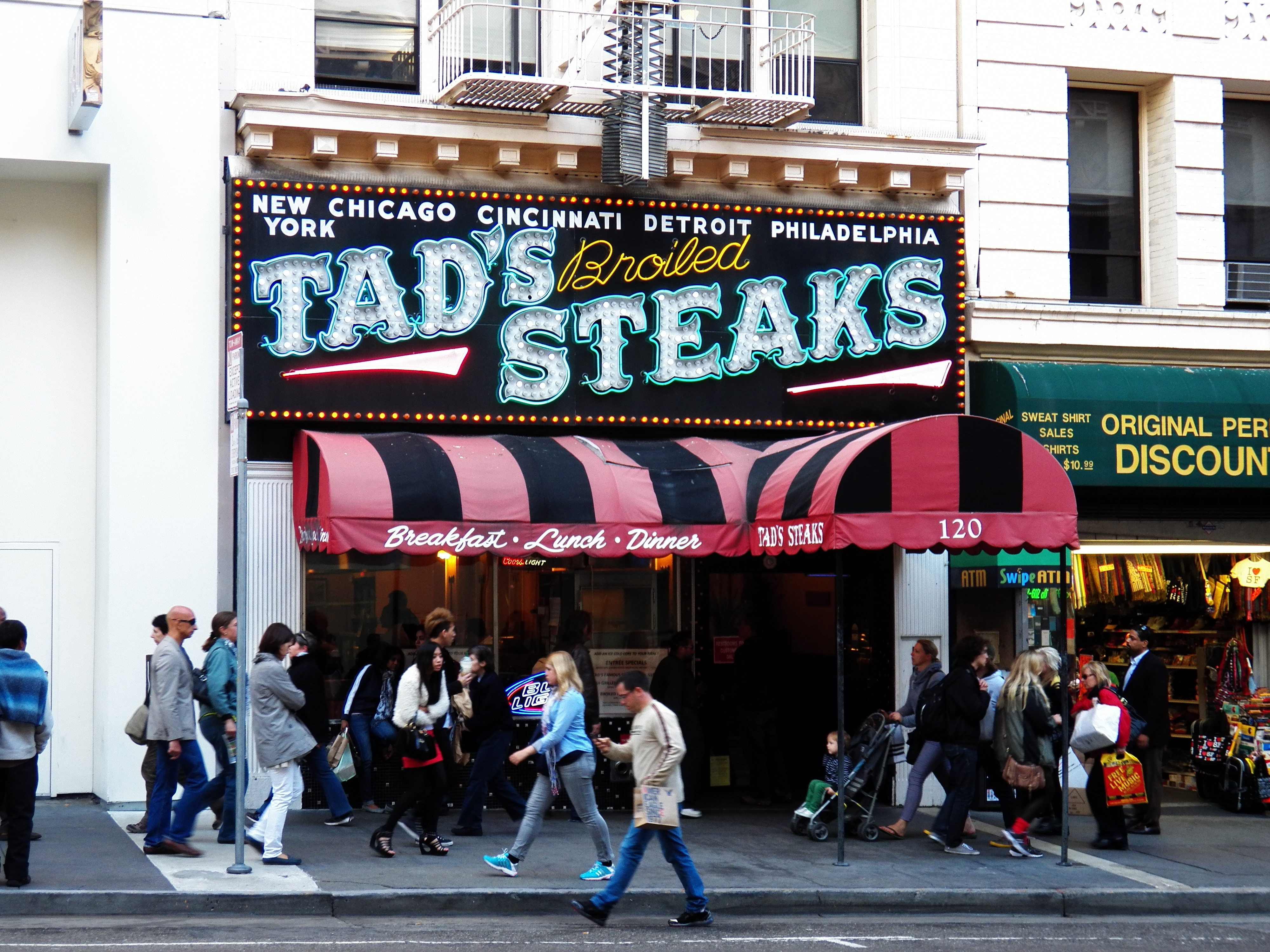
Tad’s Steaks, 120 Powell Street, San Francisco.

Die Kette wurde 1988 von der Riese Organization aufgekauft. 1986 hatten sich die Townsends entschieden, das Unternehmen zu verkaufen, und begannen mit verschiedenen potentiellen Käufern zu verhandeln. Zu der Zeit hatten die Townsends eine Kontroll-Mehrheit im Unternehmen, mit 72,6 % der Stammaktien. Sie forderten $12 Mio., worauf Riese mit einem Angebot von $11 Mio. antwortete, plus einer zusätzlichen Million, die an jeden der Brüder im Verlauf von fünf Jahren für Beratungsdienstleistungen im Rahmen eines Wettbewerbsverbots (non-compete agreement) ausgezahlt werden sollten. Der Schwarze Montag 1987 führte dazu, dass der Deal mit $9,75 Mio. neu verhandelt wurde, bevor er abgeschlossen werden konnte, wobei die $2 Mio. weiterhin bestehen blieben. Nachdem Verkauf zog Townsend nach Reno, Nevada, wo seine Familie lebte.
Minderheitsaktionäre reichten Klage ein und behaupteten, die Townsends hätten den Deal unfair zu ihrem alleinigen Vorteil ausgehandelt. Die Klage wurde mit einem Urteil zugunsten der Kläger über rund 0,75 Millionen Dollar zuzüglich Zinsen und Kosten bestätigt.
Im Jahr 2004 wurde der Standort in der 42. Straße geschlossen, sodass in Manhattan noch drei Restaurants übrig blieben. Riese plante, einen neuen Standort in der Fulton Mall in Brooklyn zu eröffnen. Der letzte Standort in New York befand sich in der 761 Seventh Avenue, in der Nähe des Times Square.
Der Standort in San Francisco wurde im Jahr 2000 von den Brüdern Phineas und Stephen Ng gekauft. Ihre Mutter, Nancy Ng, besaß zuvor drei Restaurants in San Francisco. Die Ngs verloren den Pachtvertrag für den ursprünglichen Standort in der Powell Street und zogen um die Ecke in die Ellis Street. Der Standort in der Ellis Street war ein Neubau, aber sie behielten das alte Powell-Street-Schild und verwendeten es bei der Eröffnung im März 2020 wieder in der Ellis Street.

## Würdigung

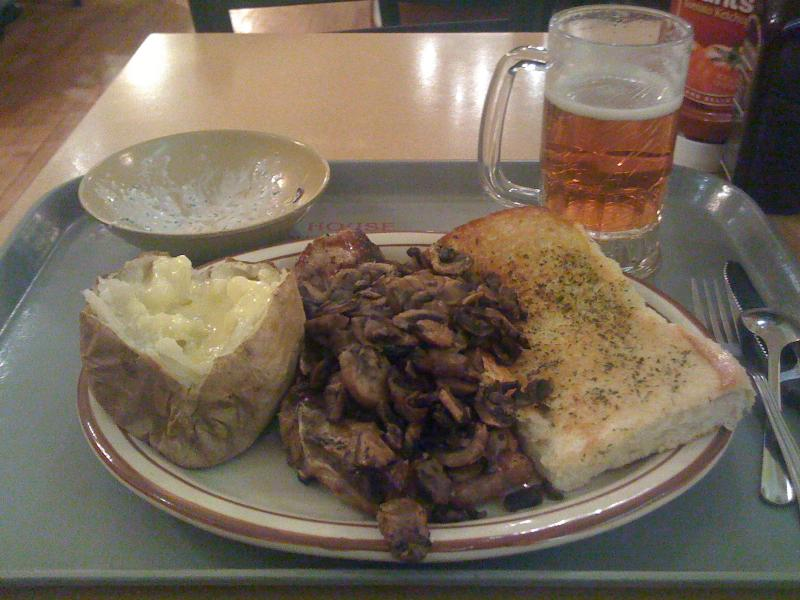
Eine typische Mahlzeit bei Tad’s.

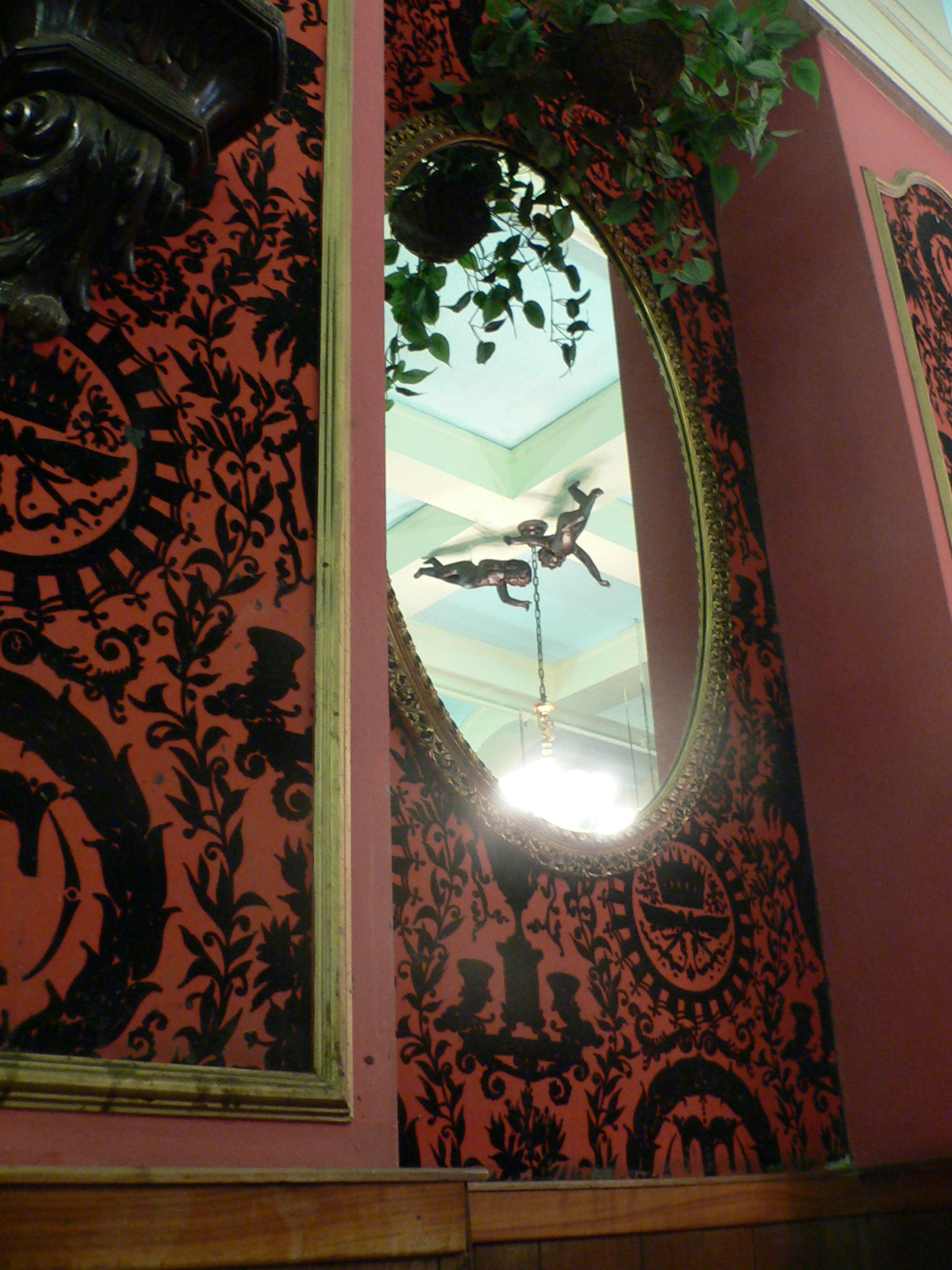
Innenansicht mit charakteristischen roten Tapeten.

Warren Shoulberg von Forbes beschrieb Tad’s als „einen Fortschritt in der Fast-Food-Welt“ und „einen der ersten Anbieter im Bereich des Fast-Casual-Dining“. Doch, so Shoulberg, habe man es versäumt, mit der Zeit zu gehen und seinen Platz an Konkurrenten wie Outback, Red Lobster, Chili’s und Panera sowie an Anbieter wie GrubHub, Uber Eats und Postmates, die Lieferservice anbieten, verloren. Er beschrieb die Kette als „zunehmend irrelevant“ und „einen Anachronismus mit seinen roten Samtwänden, falschen Tiffany-Lampen und dem insgesamt grellen Auftreten“.
Noch im Jahr 1989 veröffentlichte das Spy-Magazin eine satirische Kritik über sechs Tad’s-Filialen in New York (105 East 14th Street, 265 West 34th Street, 119 West 42nd Street, 228 West 42nd Street, 707 Seventh Avenue und 152 West 34th Street), in welcher die Kette mit den Worten „leckeres Essen, niedrige Preise, Service mit einem Grunzen“  („Tasty Food, Low Prices, Service With a Grunt“) charakterisiert wurde. Robert Brenner von Untapped New York beschrieb die Inneneinrichtung als „bordellartig – rote Flocktapete, falsche Tiffany-Lampen“ („bordello-esque – red flocked wallpaper, fake Tiffany lamps“) und bemerkte, der „Service war mittelmäßig und das Essen wird im Cafeteria-Stil serviert“. Steve Rushin vergleicht in seinen Memoiren Nights in White Castle das Ambiente von Tad’s, der Barkette Blarney Stone und dem Port Authority Bus Terminal mit den Hamburger-Läden von White Castle. Kathleen Doherty schrieb in ihrem Reiseführer Walking San Francisco, dass das Lokal in der Powell Street, „mit seinem grellen Schild, das wie ein Überbleibsel aus der Varieté-Ära aussieht, immer noch schuhlederartige Stücke anbietet, die auf Holzkohle gegrillt und über den Tresen serviert werden“.
Colin Dodds vom Gothamist erinnerte sich 2015, als es in New York nur noch ein einziges Tad’s gab, daran, wie wenig sich das Restaurant seit den 1990er Jahren verändert hatte, obwohl die Stadt sich verändert hatte. Es gab Pilze oder Zwiebeln auf dem Steak, aber man wurde bei der Bestellung nicht auf die zusätzlichen Kosten hingewiesen. Und während ein Salat im Preis der Mahlzeit inbegriffen war, kosteten Tomaten darauf extra. Dodds bezeichnete diese versteckten Aufpreise (Upcharge) als „den kleinen Schwindel“ („the short con“) im Gegensatz zum „großen Schwindel“ („the long con“), der von anspruchsvolleren Restaurants verbreitet wurde: dass ihr gehobenes Speiseerlebnis mit „irgendwas Handwerklichem“ „Raffinesse verleihen, Moral einflößen und dem Tod vorbeugen“ würde („artisan anything... impart sophistication, instill morality, and forestall death“). Wein war erhältlich, vorgefüllt in mit Frischhaltefolie abgedeckte Gläser und zur Selbstbedienung, während man in der Cafeteria-ähnlichen Schlange zur Kasse ging. Ebenfalls erhältlich waren Becher mit grünem Wackelpudding (Jell-O), der auf Eistabletts präsentiert wurde. Dodds schrieb voller Freude darüber, dass er in Ruhe essen konnte, ohne von Kellnern gestört zu werden.
In einem Podcast-Rückblick aus dem Jahr 2023, drei Jahre nach der Schließung des letzten Tad’s in New York, sagte Peter Romeo: „Das Konzept scheint aus dem Gedächtnis der New Yorker und Gastronomen gleichermaßen verschwunden zu sein… Tad’s war in vielerlei Hinsicht ein verkannter Pionier“ („the concept seems to have faded from the memories of New Yorkers and restauranteurs alike… Tad’s was in many respects, an unappreciated pioneer“). Romeo verglich das Geschäftsmodell von Tad’s mit dem späteren von Chipotle oder Wendy’s; durch Minimierung der Arbeitskosten, eine eingeschränkte Speisekarte, den Kauf günstigerer Fleischstücke und die Vorwegnahme der Kundennachfrage konnten sie Gerichte zu Tiefstpreisen anbieten und trotzdem Gewinn machen. Laut Romeo hatte die Kette „ein New Yorker Flair“ und entwickelte eine „Kultanhängerschaft“.